# Lindauer Kinderfest
Das Lindauer Kinderfest ist ein Stadtfest der bayerisch-schwäbischen Stadt Lindau (Bodensee). Seine Geschichte reicht in die Zeit der Freien Reichsstadt Lindau im 17. Jahrhundert zurück. 2005 war das 350-jährige Jubiläum. Das Fest wird jährlich jeweils am letzten Mittwoch vor den Sommerferien gefeiert.

## Geschichte
Als Stifter des Kinderfestes gilt Valentin Heider. Heider führte in seiner Funktion als Vorsitzender des Schulrats sogenannte Schulpredigten ein, die sich, anders als es der Name vermuten lässt, primär an die Eltern richteten. Diese sollten an ihren Erziehungsauftrag erinnert werden. An diesen erstmals 1655 veranstalteten Vorläufer des Kinderfests war eine Schulspeisung angeschlossen. Die Schulpredigten entwickelten sich in folgender Zeit zu einem Volksfest, das die vom Dreißigjährigen Krieg entkräfteten Einwohner sich an den schönen Dingen des Lebens erfreuen ließ. Bereits für das Jahr 1662 ist eine dem heutigen Ablauf ähnliche Veranstaltung dokumentiert. Seit Ende des Zweiten Weltkrieges wird das Fest jährlich gefeiert. Heutzutage ist bei den Feierlichkeiten auch stets eine Delegation aus der Partnerstadt Chelles anwesend.

## Ablauf
Das Fest beginnt um 6 Uhr morgens mit Kanonenschüssen und umherziehenden Blaskapellen. Alle Schulkinder aus den Klassen 1 bis 6 und ihre Lehrer versammeln sich in den jeweiligen Stadtteilen zum Gottesdienstbesuch, in Folge ziehen sie mit Blaskapellen und Trommlergruppen in ihren Reihen auf die Lindauer Insel. Dort schließen sich die Schüler und Schülerinnen der Inselschulen an. Der Festzug wird von einer Zuschauerschar und geschmückten Häuserfronten eingerahmt, unterbrochen wird das Geschehen von Böllerschüssen, auf die mit einem Hoch! geantwortet wird. Die Kanonenschüsse treten hier an die Stelle des ersten Teils des Lindauer Kinderfestrufs Lindau hoch!. Die Marschroute führt über die Gassen der Insel zum Bismarckplatz, wo der/die Oberbürgermeisterin in der Tradition der früheren Schulpredigten um 9 Uhr 30 eine Ansprache vom Balkon des Alten Rathauses hält. Außerdem tragen zwei Schüler aus zyklisch ausgewählten Stadtteilen ein eigens für diesen Anlass geschaffenes Gedicht vor. Der Festakt endet mit einer Intonation des Lindauer Kinderfestliedes Lindau hoch! und der deutschen Nationalhymne. Die Kinder ziehen nun zum Festplatz am Ufer des sogenannten Kleinen Sees, erhalten eine Essensration, die eine Butschelle, ein kreisrundes Hefegebäck mit Weinbeeren und markantem grobem Gittermuster, und einen Schübling sowie ein Getränk enthält. Außerdem bekommen die Kinder Gutscheine für den am Nachmittag stattfindenden zweiten Teil des Kinderfestes. Der Festzug wird darauffolgend aufgelöst.
Die beteiligten Kinder sind festlich gekleidet, die Jungen tragen zudem eine zweifarbige, zweigeteilte Fahne (blau-weiß symbolisiert Bayern, grün-weiß Lindau) oder Deutschlandfahnen. Die Mädchen tragen einen Blumenbogen oder -korb, aus dem im Verlauf des Festzugs Blumen an am Rand stehende Schaulustige verteilt werden, außerdem ist ihr Haar mit Blumen geschmückt.
Gegen 14 Uhr beginnt das Treiben auf den Festplätzen, von denen jeder Stadtteil einen eigenen aufweist. Organisiert wird der zweite Teil im Gegensatz zum städtisch vorbereiteten ersten Teil durch Kinderfestausschüsse und freiwillige Helfer, unterstützt durch private Spenden. Die Festplätze ähneln in ihrem Aussehen Volksfesten, für die Unterhaltung wird mit Fahrgeschäften und aufspielenden Musikgruppen gesorgt.